# Синьсин (Юньфу)
Синьси́н (кит. упр. 新兴, пиньинь Xīnxīng) — уезд городского округа Юньфу провинции Гуандун (КНР).

## История
После того, как империя Хань захватила Намвьет, в 111 году до н.э. был создан уезд Линьюнь (临允县). Во времена империи Цзинь (в III-IV вв.) из него был выделен уезд Синьнин (新宁县). В 351 году был образован Синьнинский округ (新宁郡), и чтобы название уезда, в котором разместились окружные власти, отличалось от названия всего округа, уезд Синьнин был переименован в Синьсин.
После вхождения этих мест в состав КНР был образован Специальный район Сицзян (西江区专), и уезд вошёл в его состав. В 1952 году Специальный район Сицзян был расформирован, и уезд перешёл в состав Административного района Юэчжун (粤中行政区). В конце 1955 года было принято решение о расформировании Административных районов, и в 1956 году уезд перешёл в состав нового Специального района Гаояо (高要专区). В ноябре 1958 года уезды Синьсин и Юньфу были объединены в уезд Синьюнь (新云县), который в апреле 1959 года был переименован в Синьсин. В декабре 1959 года Специальный район Гаояо был переименован в Специальный район Цзянмэнь (江门专区). В 1961 году Специальный район Цзянмэнь был переименован в Специальный район Чжаоцин (肇庆专区). В апреле 1961 года из уезда Синьсин был вновь выделен уезд Юньфу. В 1970 году Специальный район Чжаоцин был переименован в Округ Чжаоцин (肇庆地区).
Постановлением Госсовета КНР от 7 января 1988 года округ Чжаоцин был преобразован в городской округ Чжаоцин.
Постановлением Госсовета КНР от 4 апреля 1994 года городские уезды Лодин и Юньфу и уезды Юйнань и Синьсин были выделены из городского округа Чжаоцин в отдельный городской округ Юньфу.

## Административное деление
Уезд делится на 12 посёлков.